# 王先甲
王先甲（？—？），號盤日，浙江嘉兴府嘉興縣人。明末政治人物。

## 生平
崇祯十二年（1639年）以監生中式己卯科應天乡试举人，崇祯十三年（1640年）庚辰科進士，礼部观政。授泾县知县，乙酉（1645年）五月，金陵陷，弃官遁去，县人士推训导王守中署县篆，八月清兵至，泾县城破，守中怀印赴茂对亭池中死。

## 家族
父王儒，万历己未进士，官杞县知县。